# Fontana delle Anfore
Fontana delle Anfore är en fontän på Piazza Testaccio i Rione Testaccio i Rom. Fontänen utfördes av skulptören Pietro Lombardi och invigdes år 1927. Den stod ursprungligen på Piazza Mastro Giorgio (dagens Piazza Testaccio), men den flyttades år 1935 till Piazza dell'Emporio vid Tibern. I januari 2015 flyttades den tillbaka till Piazza Testaccio.

## Beskrivning
Fontänen består bland annat av amforor, vilka anspelar på Monte Testaccio som skapades genom deponering av krossade lerkärl under antiken.

## Bilder
| - Fontana delle Anfore. - Fontana delle Anfore på Piazza dell'Emporio år 2012. - Fontana delle Anfore på Piazza Testaccio år 2015. |

## Kommunikationer
Närmaste tunnelbanestation är  Piramide.